# Советская улица (Иркутск)
Сове́тская улица (бывшая 1-я Иерусали́мская, 1-я Сове́тская) — улица в Октябрьском и Правобережном округах  города Иркутска. Расположена между параллельными ей улицами Красных Мадьяр и Подгорной и Лызина, начинается от пересечения с Парковой улицей, заканчивается пересечением с улицей Ширямова.
5 ноября 1920 года 1-я Иерусалимская улица была переименована в 1-ю Советскую. До начала 1990-х годов во всех атласах и картах-схемах города стояло название «1-я Советская», в середине 1990-х годов числительное из названия исчезло.
К Советской улице прилегает старинное Иерусалимское кладбище.
9 мая 1967 года на углу улиц Советская и Декабрьских Событий был открыт памятник — танк «Иркутский комсомолец».
В 2012 году была расширена проезжая часть Советской улицы.
24 ноября 2013 года по Советской улице прошла эстафета Олимпийского огня.

## Общественный транспорт
По Советской улице осуществляют движение автобусы, троллейбусы, маршрутные такси.